# Борго Маджоре
Бо̀рго Маджо̀ре (на италиански: Borgo Maggiore) е градче и община в Сан Марино. Разположено е на 525 m надморска височина. Населението на общината е 6954 души (към 2018 г.).

## Населени места
Общината има 7 населени места:
- Борго Маджоре (Borgo Maggiore, администативен център)
- Валдрагоне (Valdragone)
- Вентозо (Ventoso)
- Кайлунго (Cailungo)
- Ка Мелоне (Cà Melone)
- Ка Риго (Cà Rigo)
- Сан Джовани сото ле Пене (San Giovanni sotto le Penne)